# María Volonté
María Volonté, właśc. María Cristina Pasquinelli (ur. 16 grudnia 1955 w Ituzaingó) – współczesna piosenkarka tanga.
Otrzymała Nagrodę Gardela za najlepszą piosenkarkę tanga w 2004.   Nagrała 6 dysków Sudestada (2007), Yo soy Maria (2006), który jest połączeniem tanga, jazzu i bosa nowy, Tangos (2004), Fuimos (2003), Cornisas del Corazon (1999), Tango y Otras Pasiones (1996). W 2007 roku została wybrana do Tango Hall of Fame.